# 勒内·卡米尔
萊昂·弗朗索瓦·勒内·卡米尔（法語：Léon François René Carmille，1886年1月8日—1945年1月25日）是一名20世纪初的穿孔纸带计算机专家与法國陸軍审计员负责人。20世纪30年代，穿孔纸带计算机技术被广泛用于数据处理，卡米尔首先将这种技术引入法国政府。在二战中，他是一名法国抵抗运动的双重间谍，他曾为維奇法國政府运营人口学部门，该部门后与SGF（法国统计局）合并成为新的部门法国国家统计与经济研究所，而他继续担任负责人。他以此身份破坏了法国纳粹主义者的人口普查，从死亡集中营中拯救了无数的犹太人。电气电子工程协会称卡米尔为一名早期的道德黑客：“在这两年中，卡米尔与其团队通过误操作穿孔纸带的方法，有意识地拖延了人口普查进度。他还重新编制了自己机器的程序，以使它们不会在普查表第十一项，宗教信仰中，记录任何信息。”也有说法称，卡米尔没有直接破坏程序，而是在官僚系统中斡旋，最终使得宗教普查计划流产。

## 生平
勒内·卡米尔是布尔公司的高管之一，但仍在公司之外任职。于巴黎理工大学毕业后，他进入炮兵部队，在法国军队服役30年。他在第一次世界大战期间表现突出，曾在法国莱茵河军队服役。从1924年起，他在法国陆军从事管理工作，并于1936年升职成为部门负责人。1930年代初，卡米尔在研究火炮车间费用控制方法时，产生了对穿孔纸带计算机的兴趣。1934到1937年，他率领的军队又建立了五台穿孔纸带计算机，用于统计陆军作战数据。由于布尔公司成功地建立了大规模的商业网络，军队的设备来源逐渐由IBM公司转移到布尔公司，而卡米尔作为布尔公司的核心成员之一，在此过程中起着重要作用。1935年6月，卡米尔建议政府直接对公司进行大规模投资，以解决为保证产品质量，公司运作时遭遇的巨大资金困难。卡米爾的投资建议未获采纳，但同年稍晚，他决定购买布尔公司的设备来控制陆军运输费用，尽管相关会计部门以技术优越为由，建议购买IBM设备。但国家的偏好无法强求。
1935年在巴黎，勒内·卡米尔开始尝试拓展穿孔纸带计算机的应用范围。他的目标已经不仅限于业务信息统计，甚至开始记录士兵的周薪。与此同时，卡米尔致力于改进法国的兵员招募和动员管理系统，而改善这套庞大复杂系统的过程，将为布尔公司提供大量的业务。改进型的动员系统设备，可以仅使用穿孔纸带，也可以既使用穿孔纸带又使用地址板。卡米尔发现，仅使用穿孔纸带的话效果最好。1945年，布尔公司在凡尔赛宫进行了该设备的演示，没有成功。
由于参与抗议运动，勒内·卡米尔于1944年2月3日在法国里昂被捕。他被克劳斯·巴比审问了两天，但并没有在酷刑下屈服。逮捕他的纳粹将他送入达豪集中营，1945年1月25日，他在那里去世。

## 相关作品
2010年发行了一部关于勒内·卡米尔的纪录片，名为《空位期》，由妮可·斯坦普主演。